# 2016年イギリスグランプリ
2016年イギリスグランプリは、2016年のF1世界選手権第10戦として、2016年7月10日にシルバーストン・サーキットで開催された。

## レース前
ピレリはシルバーストンにハード、ミディアム、ソフトという最も硬い3種類のコンパウンドを持ち込んだ。
フェラーリがキミ・ライコネンとの契約を2017年まで延長したことを正式発表した。

## フリー走行
2016年7月8日（金曜日）
1回目（FP1）
午前は気温16度、路面温度18度と肌寒いコンディションで行われた。このセッションのみルノーはケビン・マグヌッセンに代わりサード兼リザーブドライバーのエステバン・オコンが、ハースはエステバン・グティエレスに代わりフェラーリ・ドライバー・アカデミーの一員でGP3に参戦中のシャルル・ルクレールが参加した。開発中のコクピット保護システム「ハロ2」（チタン製）を装着し実走テストを行ったセバスチャン・ベッテルがセッション終了直前にギアボックストラブルを訴え、チェッカーフラッグを受けずピットインし不安を残した。トップタイムはルイス・ハミルトン（1:31.654）。
2回目（FP2）
午後は気温21度、路面温度36度に上昇。開始15分、ダニール・クビアトが最終コーナーで単独スピンしフロントウイングを破損。ニコ・ロズベルグはマシントラブルにより1周も走れないままセッションを終えた。トップタイムはFP1に続きハミルトン（1:31.660）が記録しメルセデス勢で明暗が分かれる形となった。
2016年7月9日（土曜日）
3回目（FP3）
気温17度、路面温度19度。セッション開始前に雨が降った影響でハーフウエット状態で開始された。このため序盤は雨用タイヤで走行したが、開始15分頃には徐々に路面が乾きだしたため、各車ドライ用タイヤに履き替えていく。残り20分にマーカス・エリクソンがターン15の出口でスピンしてタイヤバリアに激しく激突しマシンが大破、赤旗中断となる。エリクソンは無事にマシンを降りたが、メディカルチェックを受けるため予選出走を見合わせることになった。再開後、ハミルトンが1:30.904で最速タイムを更新、全セッションでトップとなった。ベッテルは無線でギアボックスの問題が再発したと訴え、セッション終了後にギアボックスを交換し5グリッド降格が確定した。

## 予選
2016年7月9日（土曜日）　天候：曇（ドライ）
Q1
気温20度、路面25度。FP3でクラッシュし出走を見合わせたマーカス・エリクソンを除く21台でスタート。ニコ・ロズベルグがトップタイム。
Q2
気温20度、路面26度。ルイス・ハミルトンが2位ロズベルグに0.727秒差を付けた。最終アタックでフェルナンド・アロンソが10位以内に入りQ3に進出。
Q3
気温21度、路面27度。ハミルトンの最初のアタックは9コーナーのトラックリミット違反のためタイムを抹消されたものの、2度目のアタックでトップに立ちポールポジションを獲得した。

### 結果
| Pos.                | No. | ドライバー                 | コンストラクター                | Q1       | Q2       | Q3       | Grid |
| ------------------- | --- | -------------------------- | ------------------------------- | -------- | -------- | -------- | ---- |
| 1                   | 44  | ルイス・ハミルトン         | メルセデス                      | 1:30.739 | 1:29.243 | 1:29.287 | 1    |
| 2                   | 6   | ニコ・ロズベルグ           | メルセデス                      | 1:30.724 | 1:29.970 | 1:29.606 | 2    |
| 3                   | 33  | マックス・フェルスタッペン | レッドブル-タグ・ホイヤー       | 1:31.305 | 1:30.697 | 1:30.313 | 3    |
| 4                   | 3   | ダニエル・リカルド         | レッドブル-タグ・ホイヤー       | 1:31.684 | 1:31.319 | 1:30.618 | 4    |
| 5                   | 7   | キミ・ライコネン           | フェラーリ                      | 1:31.326 | 1:31.385 | 1:30.881 | 5    |
| 6                   | 5   | セバスチャン・ベッテル     | フェラーリ                      | 1:31.606 | 1:30.711 | 1:31.490 | 111  |
| 7                   | 77  | バルテリ・ボッタス         | ウィリアムズ-メルセデス         | 1:31.913 | 1:31.478 | 1:31.557 | 6    |
| 8                   | 55  | カルロス・サインツ         | トロ・ロッソ-フェラーリ         | 1:32.115 | 1:31.708 | 1:31.989 | 7    |
| 9                   | 27  | ニコ・ヒュルケンベルグ     | フォース・インディア-メルセデス | 1:32.349 | 1:31.770 | 1:32.172 | 8    |
| 10                  | 14  | フェルナンド・アロンソ     | マクラーレン-ホンダ             | 1:32.281 | 1:31.740 | 1:32.343 | 9    |
| 11                  | 11  | セルジオ・ペレス           | フォース・インディア-メルセデス | 1:32.336 | 1:31.875 |          | 10   |
| 12                  | 19  | フェリペ・マッサ           | ウィリアムズ-メルセデス         | 1:32.146 | 1:32.002 |          | 12   |
| 13                  | 8   | ロマン・グロージャン       | ハース-フェラーリ               | 1:32.283 | 1:32.050 |          | 13   |
| 14                  | 21  | エステバン・グティエレス   | ハース-フェラーリ               | 1:32.237 | 1:32.241 |          | 14   |
| 15                  | 26  | ダニール・クビアト         | トロ・ロッソ-フェラーリ         | 1:32.553 | 1:32.306 |          | 15   |
| 16                  | 20  | ケビン・マグヌッセン       | ルノー                          | 1:32.729 | 1:37.060 |          | 16   |
| 17                  | 22  | ジェンソン・バトン         | マクラーレン-ホンダ             | 1:32.788 |          |          | 17   |
| 18                  | 30  | ジョリオン・パーマー       | ルノー                          | 1:32.905 |          |          | 18   |
| 19                  | 88  | リオ・ハリアント           | MRT-メルセデス                  | 1:33.098 |          |          | 19   |
| 20                  | 94  | パスカル・ウェーレイン     | MRT-メルセデス                  | 1:33.151 |          |          | 20   |
| 21                  | 12  | フェリペ・ナッセ           | ザウバー-フェラーリ             | 1:33.544 |          |          | 21   |
| 107% time: 1:37.074 |     |                            |                                 |          |          |          |      |
| NC                  | 9   | マーカス・エリクソン       | ザウバー-フェラーリ             | no time  |          |          | PL2  |
| ソース              |     |                            |                                 |          |          |          |      |

追記
- ^1 - ベッテルは予選前にギアボックスを交換したため5グリッド降格[4]
- ^2 - エリクソンはFP3でのクラッシュにより予選に出場できず、日曜午前のメディカルチェックで決勝出走を許可された。マシンもダメージを負いスペアシャシーに交換したため、ピットレーンからスタートとなる[5]

## 決勝
2016年7月10日（日曜日）

### 経過
レース直前に降った雨のためウエットコンディションとなりセーフティカー先導でスタートしたものの、ルイス・ハミルトンがポールを譲らず快勝した。
レース中盤以降はマックス・フェルスタッペンとニコ・ロズベルグのオーバーテイクが観衆を沸かせた。残り6周でロズベルグのギアボックスにトラブルが発生、メルセデスチームが無線で「ハミルトンにはギアチェンジを教えないのに、ロズベルグにはそれを教えた」ことで本選後10秒のペナルティを与えられ2位から3位に降格し、ロズベルグとハミルトンのポイント差はついに1となった。前戦とは全く逆の事態を招き、マーク・ウェバーのインタビューにもかかわらずロズベルグヘ手厳しいブーイングが浴びせられた。このことについてルイス・ハミルトンは「ニコへのブーイングはやめてあげて」と異例の声明を出した。その一方で表彰式のフェルスタッペンには熱い拍手が与えられていた。

### 結果
| Pos.   | No. | ドライバー                 | コンストラクター                | 周回数 | タイム/リタイア    | Grid | Pts. |
| ------ | --- | -------------------------- | ------------------------------- | ------ | ------------------ | ---- | ---- |
| 1      | 44  | ルイス・ハミルトン         | メルセデス                      | 52     | 1:34:55.831        | 1    | 25   |
| 2      | 33  | マックス・フェルスタッペン | レッドブル-タグ・ホイヤー       | 52     | +8.250             | 3    | 18   |
| 3      | 6   | ニコ・ロズベルグ           | メルセデス                      | 52     | +16.9111           | 2    | 15   |
| 4      | 3   | ダニエル・リカルド         | レッドブル-タグ・ホイヤー       | 52     | +26.211            | 4    | 12   |
| 5      | 7   | キミ・ライコネン           | フェラーリ                      | 52     | +1:09.743          | 5    | 10   |
| 6      | 11  | セルジオ・ペレス           | フォース・インディア-メルセデス | 52     | +1:16.941          | 10   | 8    |
| 7      | 27  | ニコ・ヒュルケンベルグ     | フォース・インディア-メルセデス | 52     | +1:17.712          | 8    | 6    |
| 8      | 55  | カルロス・サインツ         | トロ・ロッソ-フェラーリ         | 52     | +1:25.858          | 7    | 4    |
| 9      | 5   | セバスチャン・ベッテル     | フェラーリ                      | 52     | +1:31.6542         | 11   | 2    |
| 10     | 26  | ダニール・クビアト         | トロ・ロッソ-フェラーリ         | 52     | +1:32.600          | 15   | 1    |
| 11     | 19  | フェリペ・マッサ           | ウィリアムズ-メルセデス         | 51     | +1 Lap             | 12   |      |
| 12     | 22  | ジェンソン・バトン         | マクラーレン-ホンダ             | 51     | +1 Lap             | 17   |      |
| 13     | 14  | フェルナンド・アロンソ     | マクラーレン-ホンダ             | 51     | +1 Lap             | 9    |      |
| 14     | 77  | バルテリ・ボッタス         | ウィリアムズ-メルセデス         | 51     | +1 Lap             | 6    |      |
| 15     | 12  | フェリペ・ナッセ           | ザウバー-フェラーリ             | 51     | +1 Lap             | 21   |      |
| 16     | 21  | エステバン・グティエレス   | ハース-フェラーリ               | 51     | +1 Lap             | 14   |      |
| 17†    | 20  | ケビン・マグヌッセン       | ルノー                          | 49     | ギアボックス       | 16   |      |
| Ret    | 30  | ジョリオン・パーマー       | ルノー                          | 37     | ギアボックス       | 18   |      |
| Ret    | 88  | リオ・ハリアント           | MRT-メルセデス                  | 24     | スピンオフ         | 19   |      |
| Ret    | 8   | ロマン・グロージャン       | ハース-フェラーリ               | 17     | トランスミッション | 13   |      |
| Ret    | 9   | マーカス・エリクソン       | ザウバー-フェラーリ             | 11     | 電気系統           | PL   |      |
| Ret    | 94  | パスカル・ウェーレイン     | MRT-メルセデス                  | 6      | スピンオフ         | 20   |      |
| ソース |     |                            |                                 |        |                    |      |      |

ファステストラップ
- ニコ・ロズベルグ（メルセデス） 1:35.548（44周目）

ラップリーダー
- ルイス・ハミルトン（Lap 1-17, 19-52）
- マックス・フェルスタッペン（Lap 18）

追記
- ^1 - ロズベルグはチームとの無線でのやり取りが「ドライバー・エイド」に該当すると判断されたため、レース後に10秒加算ペナルティが科された。このペナルティにより2位から3位に降格[13]
- ^2 - ベッテルはマッサをコース外へ押し出したため、レース後に5秒加算ペナルティ（順位変動なし）とペナルティポイント2点が科された[14][15]
- ^† - リタイアだが、90%以上の距離を走行したため規定により完走扱い

## 第10戦終了時点でのランキング
|   | 順位 | ドライバー             | ポイント |
|   | 1    | ニコ・ロズベルグ       | 168      |
|   | 2    | ルイス・ハミルトン     | 167      |
| 1 | 3    | キミ・ライコネン       | 106      |
| 1 | 4    | ダニエル・リカルド     | 100      |
| 2 | 5    | セバスチャン・ベッテル | 98       |

|  | 順位 | コンストラクター                | ポイント |
|  | 1    | メルセデス                      | 335      |
|  | 2    | フェラーリ                      | 204      |
|  | 3    | レッドブル-タグ・ホイヤー       | 198      |
|  | 4    | ウィリアムズ-メルセデス         | 92       |
|  | 5    | フォース・インディア-メルセデス | 73       |

- 注：ドライバー、コンストラクター共にトップ5のみ表示。